# Campionati del mondo di winter triathlon del 2019
I Campionati del mondo di winter triathlon del 2019 (XXII edizione) si sono tenuti a Asiago in Italia, in data 10 febbraio 2019.
Tra gli uomini ha vinto il russo Pavel Andreev, mentre la gara femminile è andata alla russa Daria Rogozina.
Si sono aggiudicati il titolo mondiale nella categoria junior rispettivamente l'italiano Simone Avondetto e l'italiana Giorgia Rigoni.
La gara valida per il titolo di campione del mondo di winter triathlon - nella categoria under 23 - è andata a l'italiano Franco Pesavento, mentre tra le donne a la russa Daria Rogozina.
La staffetta mista ha visto trionfare la squadra russa nella competizione élite, e la squadra italiana nella competizione junior.

## Risultati

### Élite uomini
| Pos. | Nome                       | Paese       | Corsa    | Bici     | Sci      | Totale   |
| ---- | -------------------------- | ----------- | -------- | -------- | -------- | -------- |
|      | Pavel Andreev              | Russia      | 00:32:58 | 00:26:52 | 00:23:47 | 01:24:43 |
|      | Dmitriy Bregeda            | Russia      | 00:32:11 | 00:27:52 | 00:24:05 | 01:25:32 |
|      | Marek Rauchfuss            | Rep. Ceca   | 00:32:34 | 00:27:06 | 00:24:49 | 01:26:12 |
| 4    | Evgenii Uliashev           | Russia      | 00:31:25 | 00:29:51 | 00:23:27 | 01:26:33 |
| 5    | Daniel Antonioli           | Italia      | 00:32:00 | 00:28:41 | 00:24:31 | 01:26:43 |
| 6    | Evgeny Kirillov            | Russia      | 00:33:19 | 00:28:36 | 00:24:50 | 01:28:09 |
| 7    | Viorel Palici              | Romania     | 00:33:18 | 00:29:37 | 00:23:45 | 01:28:21 |
| 8    | Pavel Yakimov              | Russia      | 00:33:14 | 00:28:39 | 00:25:21 | 01:28:35 |
| 9    | Franco Pesavento           | Italia      | 00:31:21 | 00:31:09 | 00:25:20 | 01:29:23 |
| 10   | Oivind Bjerkseth           | Norvegia    | 00:34:31 | 00:28:09 | 00:25:46 | 01:30:15 |
| 11   | Giuseppe Lamastra          | Italia      | 00:34:36 | 00:27:46 | 00:26:25 | 01:30:25 |
| 12   | Aleksandr Vasilev          | Russia      | 00:35:15 | 00:29:13 | 00:25:55 | 01:32:05 |
| 13   | Alessandro Saravalle       | Italia      | 00:37:11 | 00:27:07 | 00:25:55 | 01:32:12 |
| 14   | Robert Gehbauer            | Austria     | 00:34:25 | 00:27:47 | 00:28:09 | 01:32:33 |
| 15   | Kirill Tarakanov           | Russia      | 00:33:22 | 00:30:50 | 00:26:53 | 01:32:40 |
| 16   | Kristian Monsen            | Norvegia    | 00:33:39 | 00:30:47 | 00:26:47 | 01:33:13 |
| 17   | Pello Osoro                | Spagna      | 00:35:08 | 00:29:40 | 00:26:29 | 01:33:20 |
| 18   | Evgenii Evgrafov           | Russia      | 00:36:02 | 00:27:35 | 00:28:10 | 01:33:52 |
| 19   | Ivan Zalavtsev             | Russia      | 00:35:31 | 00:30:31 | 00:27:29 | 01:34:56 |
| 20   | Eirik Bruland              | Norvegia    | 00:37:11 | 00:28:23 | 00:27:29 | 01:35:54 |
| 21   | Kirill Drozdov             | Russia      | 00:35:09 | 00:33:06 | 00:26:06 | 01:35:57 |
| 22   | Pavel Jindra               | Rep. Ceca   | 00:36:13 | 00:30:08 | 00:27:40 | 01:36:04 |
| 23   | Andrei Dobdin              | Russia      | 00:36:32 | 00:31:12 | 00:26:57 | 01:36:17 |
| 24   | Christoph Schlagbauer      | Austria     | 00:32:57 | 00:31:57 | 00:30:03 | 01:37:10 |
| 25   | Dmitrii Kuzin              | Russia      | 00:36:42 | 00:32:38 | 00:26:59 | 01:38:27 |
| 26   | Anton Matrusov             | Russia      | 00:36:55 | 00:32:35 | 00:27:50 | 01:38:54 |
| 27   | Mario Kosut                | Slovacchia  | 00:36:24 | 00:34:34 | 00:27:01 | 01:39:45 |
| 28   | Mattia De Paoli            | Italia      | 00:36:22 | 00:31:13 | 00:30:22 | 01:39:50 |
| 29   | Tomas Kubek                | Slovacchia  | 00:37:47 | 00:30:10 | 00:30:23 | 01:40:21 |
| 30   | Jesús Alberto García Colas | Spagna      | 00:36:33 | 00:33:33 | 00:31:07 | 01:43:44 |
| 31   | Thomas Meinicke            | Norvegia    | 00:34:26 | 00:38:17 | 00:29:04 | 01:44:00 |
| 32   | Alex Rhodes                | Regno Unito | 00:36:23 | 00:32:18 | 00:37:20 | 01:48:17 |

### Élite donne
| Pos. | Atleta                 | Paese      | Corsa    | Bici     | Sci      | Totale   |
| ---- | ---------------------- | ---------- | -------- | -------- | -------- | -------- |
|      | Daria Rogozina         | Russia     | 00:37:07 | 00:35:20 | 00:27:00 | 01:40:54 |
|      | Yulia Surikova         | Russia     | 00:38:14 | 00:34:31 | 00:30:09 | 01:44:35 |
|      | Romana Slavinec        | Austria    | 00:38:17 | 00:34:43 | 00:30:18 | 01:45:22 |
| 4    | Nadezhda Belkina       | Russia     | 00:37:08 | 00:36:24 | 00:30:38 | 01:45:49 |
| 5    | Sandra Mairhofer       | Italia     | 00:38:16 | 00:34:45 | 00:31:13 | 01:46:29 |
| 6    | Kristina Lapinova      | Slovacchia | 00:37:06 | 00:35:36 | 00:32:18 | 01:46:46 |
| 7    | Bianca Morvillo        | Italia     | 00:38:46 | 00:34:15 | 00:33:42 | 01:48:54 |
| 8    | Sarka Grabmullerova    | Rep. Ceca  | 00:40:04 | 00:37:32 | 00:31:19 | 01:50:59 |
| 9    | Alexandra Levkovich    | Russia     | 00:43:35 | 00:35:54 | 00:30:31 | 01:51:43 |
| 10   | Edith Vakaria          | Romania    | 00:40:50 | 00:36:38 | 00:31:59 | 01:52:13 |
| 11   | Marina Ladiashkina     | Russia     | 00:41:45 | 00:36:31 | 00:33:10 | 01:53:39 |
| 12   | Martina Donner         | Austria    | 00:43:37 | 00:38:42 | 00:32:41 | 01:57:36 |
| 13   | Iazilia Galiamutdinova | Russia     | 00:42:46 | 00:40:17 | 00:34:31 | 01:59:17 |
| 14   | Anastasiia Kalinina    | Russia     | 00:45:19 | 00:42:35 | 00:36:55 | 02:06:56 |

### Junior uomini
| Pos. | Nome              | Paese  | Corsa    | Bici     | Sci      | Totale   |
| ---- | ----------------- | ------ | -------- | -------- | -------- | -------- |
|      | Simone Avondetto  | Italia | 00:17:29 | 00:15:12 | 00:18:17 | 00:52:59 |
|      | Vladislav Semenov | Russia | 00:18:38 | 00:16:42 | 00:18:41 | 00:55:25 |
|      | Oleg Morozov      | Russia | 00:17:30 | 00:17:31 | 00:19:19 | 00:56:07 |
| 4    | Dmitrii Zotov     | Russia | 00:19:02 | 00:18:46 | 00:20:11 | 00:59:27 |

### Junior donne
| Pos. | Atleta              | Paese      | Corsa    | Bici     | Sci      | Totale   |
| ---- | ------------------- | ---------- | -------- | -------- | -------- | -------- |
|      | Giorgia Rigoni      | Italia     | 00:19:20 | 00:20:36 | 00:19:49 | 01:01:36 |
|      | Zuzana Michalickova | Slovacchia | 00:19:20 | 00:19:07 | 00:22:45 | 01:02:39 |
|      | Aleksandra Tetiueva | Russia     | 00:22:03 | 00:21:43 | 00:21:21 | 01:07:18 |
| 4    | Margareta Bicanova  | Slovacchia | 00:20:53 | 00:22:03 | 00:22:55 | 01:07:47 |
| 5    | Nora Jenčušová      | Slovacchia | 00:20:54 | 00:24:59 | 00:22:29 | 01:10:07 |
| 6    | Ekaterina Chukseeva | Russia     | 00:21:35 | 00:22:16 | 00:24:27 | 01:10:22 |
| 7    | Gaia Tormena        | Italia     | 00:24:15 | 00:20:40 | 00:24:02 | 01:11:07 |
| 8    | Ekaterina Karpova   | Russia     | 00:23:10 | 00:24:10 | 00:22:10 | 01:11:39 |

### Under 23 uomini
| Pos. | Atleta               | Paese      | Corsa    | Bici     | Sci      | Totale   |
| ---- | -------------------- | ---------- | -------- | -------- | -------- | -------- |
|      | Franco Pesavento     | Italia     | 00:31:21 | 00:31:09 | 00:25:20 | 01:29:23 |
|      | Aleksandr Vasilev    | Russia     | 00:35:15 | 00:29:13 | 00:25:55 | 01:32:05 |
|      | Alessandro Saravalle | Italia     | 00:37:11 | 00:27:07 | 00:25:55 | 01:32:12 |
| 4    | Kirill Tarakanov     | Russia     | 00:33:22 | 00:30:50 | 00:26:53 | 01:32:40 |
| 5    | Evgenii Evgrafov     | Russia     | 00:36:02 | 00:27:35 | 00:28:10 | 01:33:52 |
| 6    | Ivan Zalavtsev       | Russia     | 00:35:31 | 00:30:31 | 00:27:29 | 01:34:56 |
| 7    | Kirill Drozdov       | Russia     | 00:35:09 | 00:33:06 | 00:26:06 | 01:35:57 |
| 8    | Anton Matrusov       | Russia     | 00:36:55 | 00:32:35 | 00:27:50 | 01:38:54 |
| 9    | Mario Kosut          | Slovacchia | 00:36:24 | 00:34:34 | 00:27:01 | 01:39:45 |
| 10   | Thomas Meinicke      | Norvegia   | 00:34:26 | 00:38:17 | 00:29:04 | 01:44:00 |

### Under 23 donne
| Pos. | Atleta                 | Paese  | Corsa    | Bici     | Sci      | Totale   |
| ---- | ---------------------- | ------ | -------- | -------- | -------- | -------- |
|      | Daria Rogozina         | Russia | 00:37:07 | 00:35:20 | 00:27:00 | 01:40:54 |
|      | Nadezhda Belkina       | Russia | 00:37:08 | 00:36:24 | 00:30:38 | 01:45:49 |
|      | Alexandra Levkovich    | Russia | 00:43:35 | 00:35:54 | 00:30:31 | 01:51:43 |
| 4    | Iazilia Galiamutdinova | Russia | 00:42:46 | 00:40:17 | 00:34:31 | 01:59:17 |
| 5    | Anastasiia Kalinina    | Russia | 00:45:19 | 00:42:35 | 00:36:55 | 02:06:56 |

## Medagliere
| Pos. | Paese      | Oro | Argento | Bronzo |    |
| ---- | ---------- | --- | ------- | ------ | -- |
| 1    | Russia     | 3   | 5       | 3      | 11 |
| 2    | Italia     | 3   | 0       | 1      | 4  |
| 3    | Slovacchia | 0   | 1       | 0      | 1  |
| 4    | Rep. Ceca  | 0   | 0       | 1      | 1  |
| 4    | Austria    | 0   | 0       | 1      | 1  |

## Staffetta mista

### Élite
| Pos. | Atleta                                                              | Paese   | 1 frazione | 2 frazione | 3 frazione | 4 frazione | Totale   |
| ---- | ------------------------------------------------------------------- | ------- | ---------- | ---------- | ---------- | ---------- | -------- |
|      | Daria Rogozina Pavel Andreev Daria Rogozina Pavel Andreev           | Russia  | 00:32:06   | 00:27:39   | 00:31:32   | 00:26:37   | 01:57:54 |
|      | Sandra Mairhofer Daniel Antonioli Sandra Mairhofer Daniel Antonioli | Italia  | 00:33:59   | 00:27:45   | 00:32:29   | 00:27:24   | 02:01:38 |
|      | Edith Vakaria Viorel Palici Edith Vakaria Viorel Palici             | Romania | 00:34:47   | 00:27:16   | 00:33:07   | 00:27:07   | 02:02:17 |

### Junior
| Pos. | Atleta                                                                      | Paese  | 1 frazione | 2 frazione | 3 frazione | 4 frazione | Totale   |
| ---- | --------------------------------------------------------------------------- | ------ | ---------- | ---------- | ---------- | ---------- | -------- |
|      | Giorgia Rigoni Simone Avondetto Giorgia Rigoni Simone Avondetto             | Italia | 00:33:04   | 00:28:37   | 00:32:31   | 00:28:27   | 02:02:39 |
|      | Aleksandra Tetiueva Vladislav Semenov Aleksandra Tetiueva Vladislav Semenov | Russia | 00:37:16   | 00:29:19   | 00:36:21   | 00:29:13   | 02:12:09 |